# Kleeberg (Steiermark)
Der Kleeberg ist ein 499 m ü. A. hoher Hügel im österreichischen Bundesland Steiermark. Die südlich von Gleisdorf in der Oststeiermark gelegene Erhebung ist vor allem für ihren modernen Aussichtsturm bekannt, der seit Baubeginn 2001 für Rechtsstreitigkeiten sorgte.

## Lage und Umgebung
Der Kleeberg liegt rund vier Kilometer südlich von Gleisdorf auf der Grenze zwischen dem Ortsteil Labuch und St. Margarethen an der Raab. Der geologisch zum Steirischen Neogenbecken gehörende Hügel erhebt sich westlich über dem Raabtal bei Sulz. Die am Kleeberg zusammentreffenden Riedel sind von mehreren Gräben umsäumt. Nördlich fließt der Labuchbach durch das ehemalige Zentrum der Gemeinde, östlich der Sulzbach und südlich der Glawoggenbach. Die vor allem westlich und südlich des Hügels gelegenen Häuser tragen in der ÖK ebenfalls die Ortsbezeichnung Kleeberg. Der Hügel ist durch Gemeindestraßen erschlossen.

## Aussichtsturm

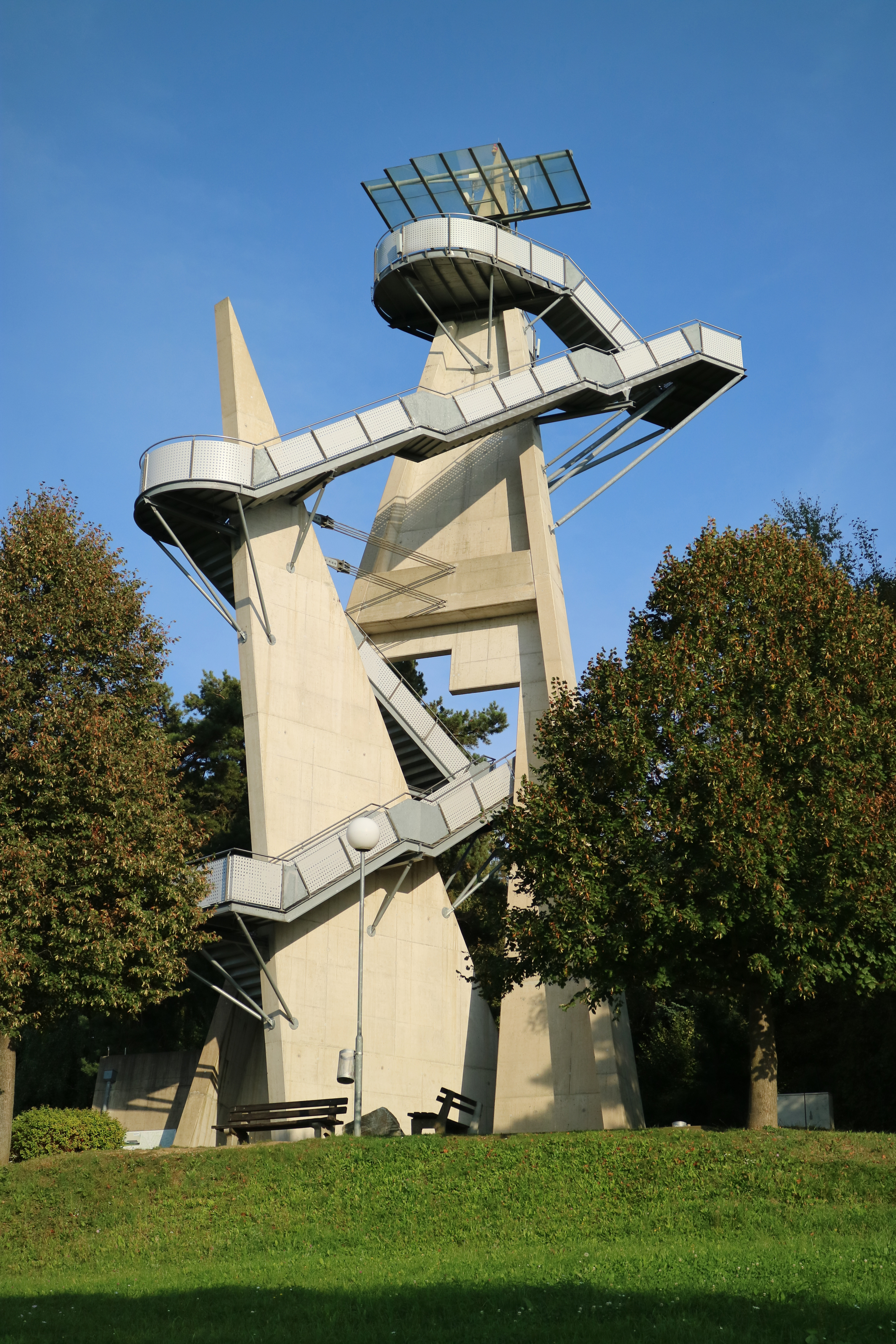
Aussichtsturm am Kleeberg

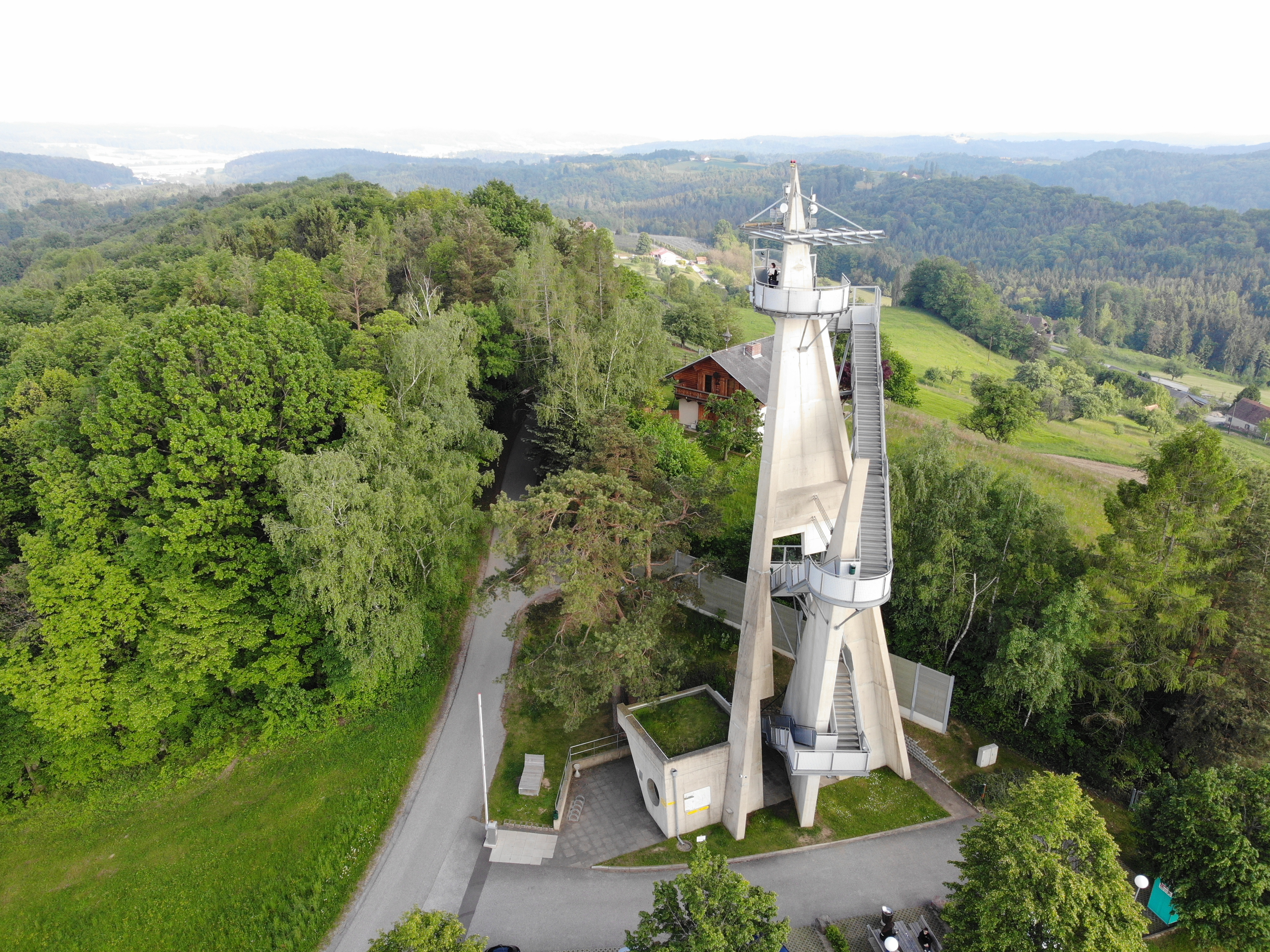
Ansicht aus der Luft

Der Aussichtsturm auf dem Kleeberg wurde zwischen September 2001 und März 2002 von der Gemeinde Labuch erbaut. Finanzielle Unterstützung kam von der Nachbargemeinde St. Margarethen an der Raab. Der Entwurf für die Mischform aus Skulptur und Aussichtswarte stammt von Bildhauer Gottfried Höfler und wurde vom Architekten Johann Wahlhütter umgesetzt.
Die Anlage liegt auf 492 m ü. A. wenige Meter nordwestlich vom höchsten Punkt des Kleebergs in der Stadtgemeinde Gleisdorf. Der Turm mit einer Gesamthöhe von 32 Metern besteht aus zwei unterschiedlich hohen Betondreiecken, die einander entgegengesetzt sind. Der Stiegenaufgang trägt 140 Stufen und verbindet die beiden Bauteile auf spektakuläre Weise miteinander. Die letzten 10 Höhenmeter sind dabei „schwebend“ konstruiert. Zwei Aussichtsplattformen in 15 und 25 Metern Höhe bieten einen hervorragenden Rundumblick, der von der Koralpe im Südwesten über den Schöckl bis zur Riegersburg reicht. Die obere Plattform wird durch ein kleines Glasdach abgeschlossen.
Bereits vor Errichtung des Turms 2001 sprachen sich rund 300 Bürger und Anrainer gegen den 350.000 Euro teuren Bau aus. Man befürchtete Lärm durch hohe Besucherzahlen. Die Proteste blieben jedoch von der Gemeinde ungehört und konnten den Bau nicht verhindern. Entgegen den bewilligten Plänen wurde der Turm um 180 Grad gedreht, woraufhin eine Anfechtung der Bewilligung glückte. Der Verwaltungsgerichtshof erließ im Jahr 2008 eine Sperre und verfügte einen Abbruchbescheid durch die Gemeinde. Die Exekution blieb aus, nachdem eine neue Bewilligung eingeholt worden war. Eine weitere Anfechtung durch Anrainer hatte im März 2015 eine erneute Sperre des Turms zur Folge. Am 5. Oktober 2016 berichtete die Kleine Zeitung über eine Einigung zwischen Anrainern und dem Gleisdorfer Gemeinderat. Der Aussichtsturm wurde am 24. September 2017 nach zweieinhalbjähriger Sperre wiedereröffnet.